# ビアスパークしもつま
ビアスパークしもつまは、茨城県下妻市の温泉施設。茨城県や下妻市が出資する第三セクター方式で運営されている。宿泊施設、温泉施設、レストラン、宴会場、クラフトビール工場がある。年間の利用客は約50万人（2016年時点）。1999年5月に開業した。
平成27年9月関東・東北豪雨のため2015年9月10日に浸水によって施設や機器類に浸水被害を受け、休業した。下妻市が約6200万円を掛けて復旧作業を行い、2016年2月18日に営業を再開した。

## 施設
しもつま温泉
温泉施設。天然温泉の露天風呂、内湯、サウナ、薬湯風呂がある。
ホテル
和室7室、洋室12室。定員84名。
地ビールレストラン
地ビールとイタリア料理を提供。（2014年時点では休業中）
しもつまブルワリー
下妻産の麦から地ビールを醸造している。
農産物加工施設
住民によって梨ジャム、ハム、ウインナーなどを作っている。
体験工房もあり、クッキーやアイスクリームの製造体験が行える。
農産物直売所
下妻産野菜や農産加工品の販売を行っている。
ふれあい体験農園
イチゴ、ブドウ、梨、野菜などの収穫体験が行える。

## しもつまビール
しもつまブルワリーで醸造されているビール。
- ホワイトヴァイツェン - ヴァイツェン
- ゴールデンピルスナー - ピルスナー
- レッドエール - アイリッシュレッドエール

## 交通アクセス
- 関東鉄道常総線下妻駅よりシモンちゃんバス「ビアスパークしもつま」行きに乗り、終点下車。所要18分で、運賃は200円。